# UFC 180
UFC 180: Werdum vs. Hunt è stato un evento di arti marziali miste tenuto dalla Ultimate Fighting Championship svolto il 15 novembre 2014 all'Arena Ciudad de México di Città del Messico, Messico.

## Retroscena
Questo fu il primo evento organizzato dalla UFC in Messico, raggiungendo la vendita completa dei biglietti in sole 8 ore.
L'incontro principale della card prevedeva la difesa del titolo dei pesi massimi UFC da parte di Cain Velasquez contro Fabrício Werdum. Tuttavia, il 21 ottobre, venne annunciato che Velasquez aveva subito un infortunio al ginocchio e venne rimpiazzato da Mark Hunt; l'incontro principale, quindi, fu valido per il titolo dei pesi massimi UFC ad interim.
In quest'evento furono dichiarati i vincitori del reality The Ultimate Fighter: Latin America, nella categoria dei pesi piuma e dei pesi gallo.
Normar Parke doveva affrontare Diego Sanchez; tuttavia, ad inizio ottobre, Parke venne rimosso dalla card, essendosi infortunato ad una spalla, e sostituito da Joe Lauzon. Successivamente, però, Sanchez e Lauzon subirono un infortunio e l'incontro venne completamente rimosso dall'evento.
Erik Pérez doveva scontrarsi con Marcus Brimage. Il primo, però, subì un infortunio alla spalla mentre Brimage venne spostato all'evento UFC Fight Night: Rockhold vs. Bisping per affrontare Jumabieke Tuerxun.
Gli incontri tra i partecipanti del reality The Ultimate Fighter: Latin America, ovvero Masio Fullen contro Alexander Torres e Fredy Serrano contro Bentley Syler, vennero spostati per un evento futuro.

## Risultati
|                                                       | Divisione       |                 |                 |                       | Metodo                                   | Round           | Tempo           | Premio          |
| Card Principale                                       | Card Principale | Card Principale | Card Principale | Card Principale       | Card Principale                          | Card Principale | Card Principale | Card Principale |
| ----------------------------------------------------- | --------------- | --------------- | --------------- | --------------------- | ---------------------------------------- | --------------- | --------------- | --------------- |
| Sfida valida per il titolo di campione ad interim     | Pesi Massimi    | Fabrício Werdum | batte           | Mark Hunt             | KO Tecnico (ginocchiata volante e pugni) | 2               | 2:27            | POTN            |
|                                                       | Pesi Welter     | Kelvin Gastelum | batte           | Jake Ellenberger      | Sottomissione (rear-naked choke)         | 1               | 4:46            | POTN            |
|                                                       | Pesi Piuma      | Ricardo Lamas   | batte           | Dennis Bermudez       | Sottomissione (ghigliottina)             | 1               | 3:18            |                 |
|                                                       | Pesi Welter     | Augusto Montaño | batte           | Chris Heatherly       | KO Tecnico (ginocchiate)                 | 1               | 4:50            |                 |
|                                                       | Pesi Welter     | Hector Urbina   | batte           | Edgar Garcia          | Sottomissione (ghigliottina)             | 1               | 3:38            |                 |
| Card Preliminare                                      |                 |                 |                 |                       |                                          |                 |                 |                 |
| Finale del torneo The Ultimate Fighter: Latin America | Pesi Piuma      | Yair Rodríguez  | batte           | Leonardo Morales      | Decisione unanime (29-28, 29-28, 29-28)  | 3               | 5:00            |                 |
| Finale del torneo The Ultimate Fighter: Latin America | Pesi Gallo      | Alejandro Pérez | batte           | José Alberto Quiñónez | Decisione unanime (29-26, 29-26, 28-27)  | 3               | 5:00            |                 |
|                                                       | Pesi Gallo (F)  | Jessica Eye     | batte           | Leslie Smith          | KO Tecnico (stop medico)                 | 2               | 1:30            |                 |
|                                                       | Pesi Piuma      | Gabriel Benítez | batte           | Humberto Brown        | Sottomissione tecnica (ghigliottina)     | 3               | 3:03            |                 |
|                                                       | Pesi Gallo      | Enrique Briones | batte           | Guido Cannetti        | Sottomissione (rear-naked choke)         | 2               | 1:44            | FOTN            |
|                                                       | Pesi Gallo      | Marco Beltrán   | batte           | Marlon Vera           | Decisione unanime (29-28, 29-28, 29-28)  | 3               | 5:00            |                 |

## Premi
I lottatori premiati ricevettero un bonus di 50.000 dollari.
Legenda:
- FOTN: Fight of the Night (vengono premiati entrambi gli atleti per il miglior incontro dell'evento)
- POTN: Performance of the Night (viene premiato il vincitore per la migliore performance dell'evento)

## Incontri annullati
|                                                   | Divisione    |                |        |                  | Motivo                          |
| ------------------------------------------------- | ------------ | -------------- | ------ | ---------------- | ------------------------------- |
| Sfida valida per il titolo di campione indiscusso | Pesi Massimi | Cain Velasquez | contro | Fabrício Werdum  | Velasquez subì un infortunio    |
|                                                   | Pesi Leggeri | Norman Parke   | contro | Diego Sanchez    | Parke subì un infortunio        |
|                                                   | Pesi Leggeri | Diego Sanchez  | contro | Joe Lauzon       | Entrambi subirono un infortunio |
|                                                   | Pesi Gallo   | Erik Pérez     | contro | Marcus Brimage   | Pérez subì un infortunio        |
|                                                   | Pesi Gallo   | Fredy Serrano  | contro | Bentley Syler    | L'incontro venne spostato       |
|                                                   | Pesi Welter  | Masio Fullen   | contro | Alexander Torres | L'incontro venne spostato       |